# Guglielmo da Forlì
Pour les articles homonymes, voir Guglielmo.
Guglielmo degli Organi, ou Guglielmo da Forlì, ou encore Guglielmo di Contrada Schiavone, est un peintre italien, originaire de Forlì, actif du XIVe  au  XVe siècle. 

## Biographie
Peintre disciple de Giotto (il est cité comme tel par Vasari), Guglielmo da Forlì travaille dans sa ville natale de Forlì à l'église San Giacomo Apostolo dei Domenicani, en peignant des fresques qui influencent le principal peintre de l'école de Forlì, Melozzo. 

## Œuvres
- Madonna delle Grazie, cathédrale de Forlì